# Trochosa minima
Trochosa minima är en spindelart som först beskrevs av Roewer 1960.  Trochosa minima ingår i släktet Trochosa och familjen vargspindlar. Inga underarter finns listade i Catalogue of Life.